# Delray Beach
Delray Beach és una població dels Estats Units a l'estat de Florida. Segons el cens del 2007 est. tenia 64.112 habitants.

## Demografia
Segons el cens del 2000, Delray Beach tenia 60.020 habitants, 26.787 habitatges, i 15.081 famílies. La densitat de població era de 1.507,7 habitants per km².
Dels 26.787 habitatges en un 18,9% hi vivien nens de menys de 18 anys, en un 42,4% hi vivien parelles casades, en un 10,2% dones solteres, i en un 43,7% no eren unitats familiars. En el 35,3% dels habitatges hi vivien persones soles el 18,3% de les quals corresponia a persones de 65 anys o més que vivien soles. El nombre mitjà de persones vivint en cada habitatge era de 2,22 i el nombre mitjà de persones que vivien en cada família era de 2,87.
Per edats la població es repartia de la següent manera: un 18,2% tenia menys de 18 anys, un 6,3% entre 18 i 24, un 27,1% entre 25 i 44, un 22,4% de 45 a 60 i un 25,9% 65 anys o més.
L'edat mitjana era de 44 anys. Per cada 100 dones de 18 o més anys hi havia 88 homes.
La renda mitjana per habitatge era de 43.371 $ i la renda mitjana per família de 51.195 $. Els homes tenien una renda mitjana de 33.699 $ mentre que les dones 28.469 $. La renda per capita de la població era de 29.350 $. Entorn del 8,2% de les famílies i l'11,8% de la població estaven per davall del llindar de pobresa.

## Poblacions més properes
El següent diagrama mostra les poblacions més properes.